# EMadlangeni
eMadlangeni – gmina w Republice Południowej Afryki, w prowincji KwaZulu-Natal, w dystrykcie Amajuba. Siedzibą administracyjną gminy jest Utrecht.